# Ислам, Айшенур
Айшенур Ислам (тур. Ayşenur İslam; род. 16 января 1958, Ускюдар) — турецкий политик.

## Биография
Родилась в семье Мехмета и Джахиде Ислам. Изучала турецкую литературу в Анкарском университете, там же получила степень магистра. Имеет степень доктора философии, полученную в университете Гази.
Работала в университете Анкары, Карыккале и университете Башкент. Написала 10 книг и около 40 статей.
В 2011 году была избрана членом турецкого парламента в иле Сакарья от партии справедливости и развития.
26 декабря 2013 года была назначена министром по делам семьи и социальной политики, заменив на этом посту Фатьму Шахин.
Замужем. Один ребёнок.